# Tjederiraphidia santuzza
Tjederiraphidia santuzza är en halssländeart som först beskrevs av H. Aspöck et al. 1980.  Tjederiraphidia santuzza ingår i släktet Tjederiraphidia och familjen ormhalssländor. Inga underarter finns listade i Catalogue of Life.